# 大学

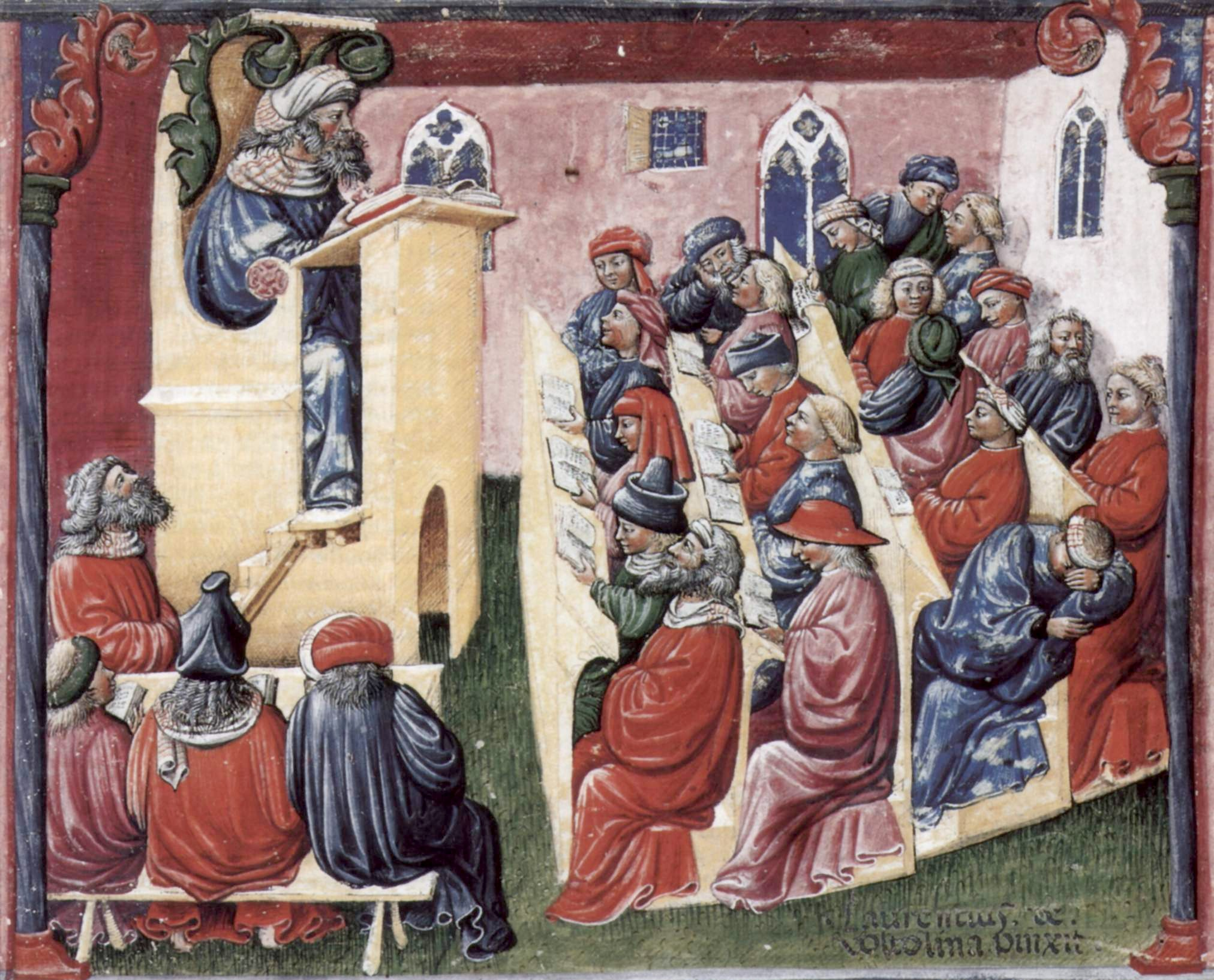
ボローニャ大学における1350年代の講義風景を描いた写本挿絵。

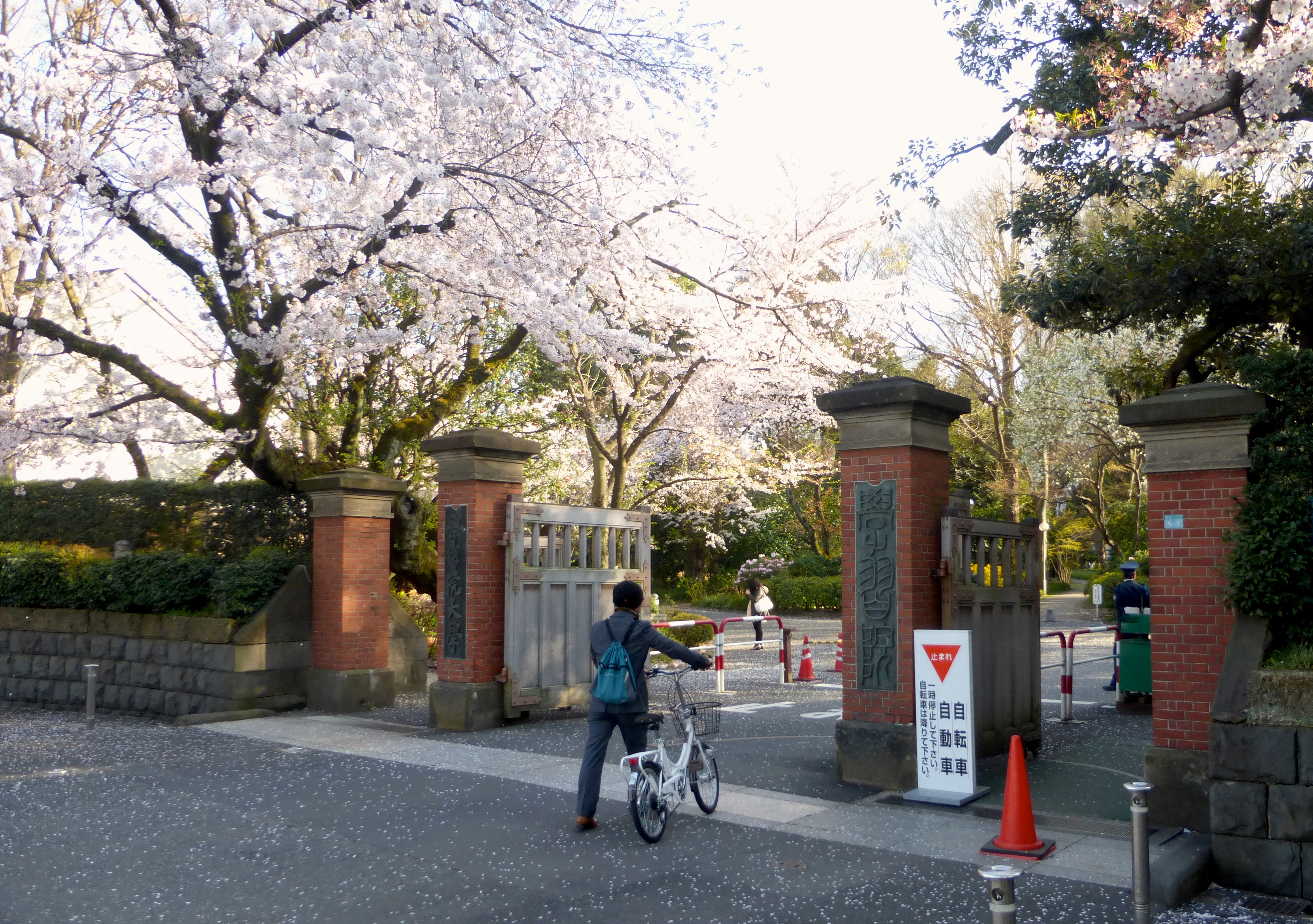
日本の学習院大学の正面玄関。

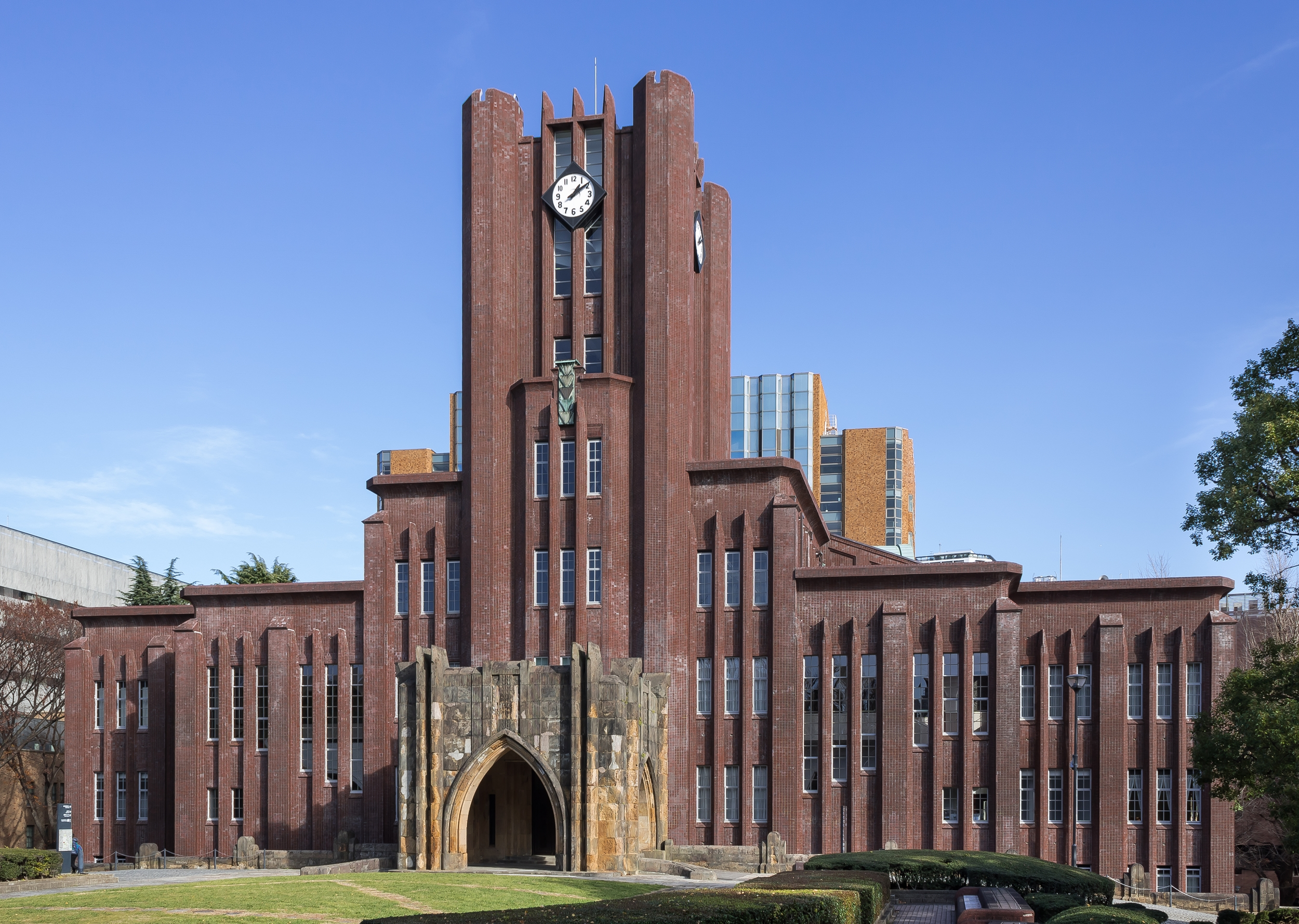
日本を代表する国立大学の東京大学（安田講堂）

大学（だいがく、英: college、university）は、学術研究および教育における高等教育機関。
日本の現在の学校教育制度では、高等学校もしくは中等教育学校卒業者、通常の課程による12年の特別教育を修了した者、またはこれと同等以上の学力を有する者を対象に専門的な高等教育を行うものとされている。学生の教育課程と修了要件の充足に応じて学位（短期大学士、学士、修士、専門職学位、博士）の学位授与を行う（なお、学位の名称・定義も国や地域によって異なる）。大学は通例「最も程度の高い学問を学ぶ学校」とされ、最高学府ともいう。

## 大学の誕生

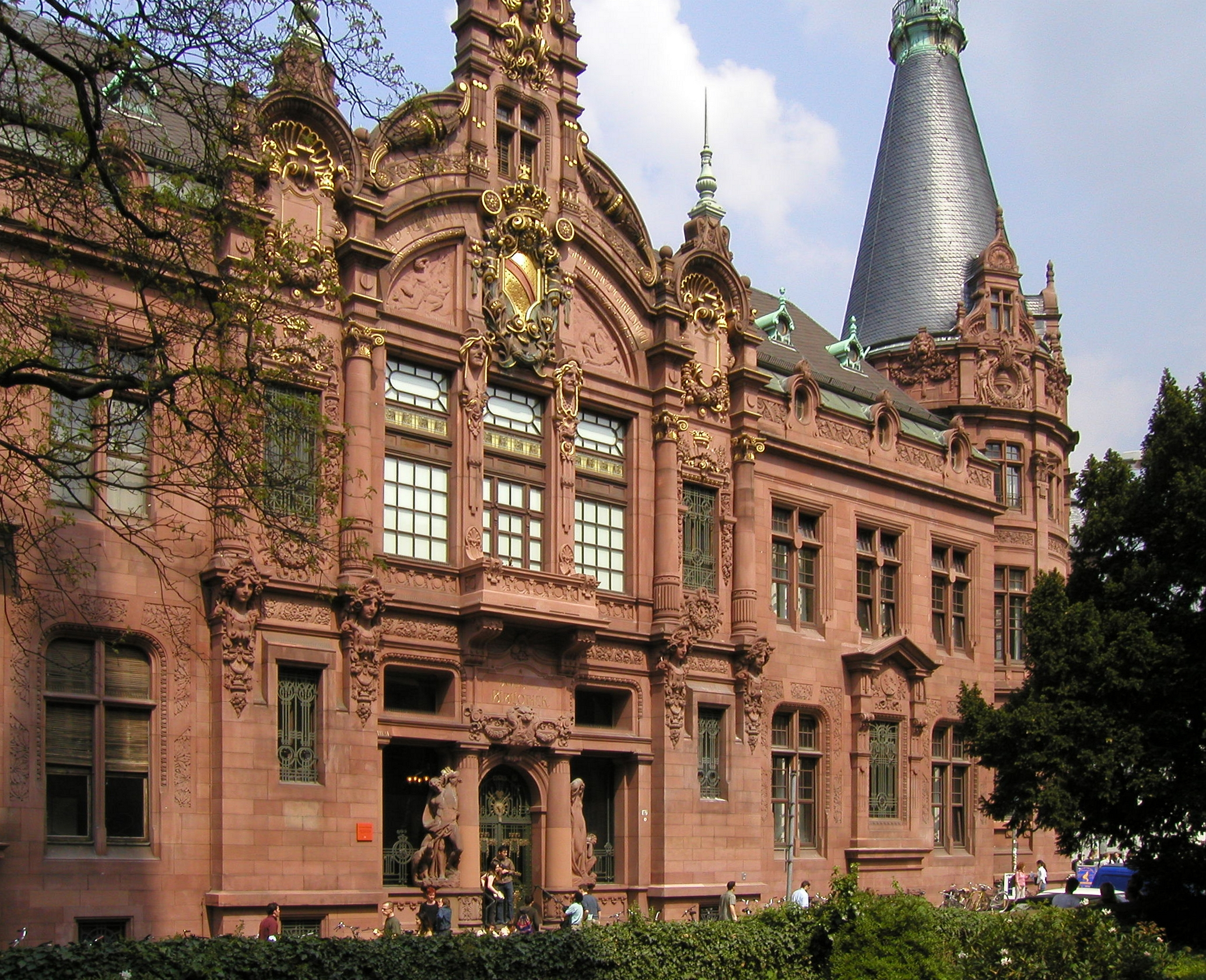
ルプレヒト・カール大学ハイデルベルク

### 高等教育機関の歴史
大学を単に高等教育機関と定義するならば、紀元前7世紀創設のタキシラの僧院が最古の大学となる。タキシラ僧院では、学位に相当するものが卒業生に与えられていた。世界遺産のタキシラ遺跡がある現在のパキスタンのイスラマバード北西にあったが、6世紀に街とともに破壊された。古代インドにはかつて学問の中心地として、タキシラ、ナーランダ、ヴィクラマシーラ、カーンチプラムがあったとされる。
紀元前387年に古代ギリシアの哲学者プラトンが作ったアカデメイア（アテーナイ）では、数学、哲学等が教えられており、十字軍以降、イスラム世界を通じて中世ヨーロッパの大学成立に多大な影響を及ぼした。その他にもギリシアでは、ヒポクラテスの故郷コス島に医学校、ロドス島に哲学の学校があり、アレクサンドリアには博物館（ムーセイオン）と図書館（アレクサンドリア図書館）があった。
中国では前漢代の紀元前124年に官吏養成学校である太学が設立された。『漢書』儒林伝に「夏は校と曰い、殷に庠と曰い、周に序と曰う」とある。周代には辟雍と呼んだともいう。『礼記』王制篇には「天子命之教然後為學。小學在公宮南之左、大學在郊。天子曰辟雍、諸侯曰頖宮」とある。隋代以降は国子監が最高学府としての役割を担った。
5世紀設立のナーランダ僧院はインドのナーランダ県に所在し、仏教を中心とした学問研究で有名で、仏教だけでなく天文学などの知識も教授していた。学位に相当するものの授与のほかに、今の大学院に相当するコースもあり、西域、ペルシア、アラブ世界からも人々が学びに来ていた。地元の熱心な仏教徒らの寄進・布施によって運営費や学生らの食費などがまかなわれ、最盛期には学生の数はおよそ1万人、教師数1000人、蔵書数500万冊にも達しており（世界最大級）、建物群は仏教を大切にした歴代の王たちによって増築が重ねられ、キャンパスの広さはおよそ10km×5kmほどにも達し、中央には大きな塔もあった。12世紀頃のイスラム教徒による破壊まで続いた。
6世紀にはサーサーン朝ペルシャにグンデシャープール大学（ジュンディーシャープール）があった。
日本では、7世紀の天智天皇の治世に官僚養成を目的とした「大学寮」が創設された。
カロリング朝では、シャルルマーニュがアーヘン（現在のドイツのノルトライン＝ヴェストファーレン州の街）に scola palatina （宮廷学校）という名の学校を作った。アカデミー・ブレクスガタ大学 (Brexgata University Academy) もカロリング朝指導者により、798年、今のフランスのノワイヨン近郊に設立された。学者、統治者、聖職者、シャルルマーニュ自身などが参加して、一般市民の教育について、統治者の子どもの（次世代の統治者としての）教育、統治、侵略者からの領地の防衛、浪費を防ぐ術など議論していた。これらの活動は大学 (universitas) の下準備となった。
ヨーロッパにおける中世最初の大学は、849年にビザンツ帝国アモリア王朝3代皇帝ミカエル3世の摂政バルダス・マミコニアン (Bardas Mamikonian) によって建てられたコンスタンティノープル大学（あるいはマグナウラ宮殿の大学）で（次代のマケドニア朝ルネサンスの先駆）、9世紀にはサレルノ大学が作られた。
988年創設のアル＝アズハル大学（966年設立のモスクに由来）はエジプトのカイロに所在し、イスラーム法学、プラトン、アリストテレスなど古代ギリシアの研究が行われ、大学院に相当するコースも行われていた。

### 大学 (universitas) の歴史
大学を近代西欧語の大学（伊: università、英: university、仏: université、独: Universität）という意味で捉えるならば、その歴史は12世紀-13世紀に始まる。もともとはラテン語の "universitas" （ウニベルシタス）を起源とし、学生のギルド（組合）から始まる。世界最初の校則は、学生のギルドから教師達への規則（「学生ギルドに無断で授業を休まない」「学生ギルドに無断で都市からでない」など）として作られた。その後、教師のギルドも作られ、連合体を意味するようになる。ギルド=組合を意味する大学は、学生間で上下関係がなく、日本語の訳語としては「大学」ではなく「組合」とした方が原義に近い。ウニヴェルシタスという語はもともと団体全般を指していたが、特に「教師と学生の団体」（Universitas societas magistrorum discipulorumque 大学ハ教師ト学生ノ組合ナリ）を指すようになった。
中世の大学の中でも最初期の代表的なものはイタリアのボローニャ大学とフランスのパリ大学である。ボローニャ大学は自由都市国家ボローニャで生まれた。11世紀末以来、『ローマ法大全』を研究したイルネリウスをはじめとして多くの法学者が私塾を開いていたボローニャは、法学校のある学都として有名になり、ここに各国から集まってきた学生たちが市民や市当局に対して自分たちの権利を守るために結束して作った組合が大学の起源である。この意味での大学は自然発生的に成立したものであるため、創立年を明確に示すことはできない。一方、12世紀のパリにはノートルダム司教座聖堂付属学校や聖ジュヌヴィエーヴ修道院付属学校をはじめとして多くの学校があり、アベラールもパリでよく講義を行っていた。12世紀末までにこれらの教師たちが権力者の介入に対抗して結集したのがパリ大学の始まりである。私塾の連合体としてのパリ大学がいつ成立したかを明確にすることはできないが、1200年にフランス王の勅許を得、1231年の教皇勅書『諸学の父』によって自治団体として認められた。イングランドのオックスフォード大学とフランスのモンペリエ大学もこのように自然発生した大学である。こうした初期の大学では、何らかの事情により教師と学生が集団で他の都市に移住することがあり、それによってオックスフォード大学からケンブリッジ大学が、パリ大学からオルレアン大学が、ボローニャ大学からパドヴァ大学が生まれた。さらにローマ教皇によってトゥールーズ大学が、王権によってサラマンカ大学やナポリ大学が設立された。14世紀に入ると神聖ローマ帝国の領邦君主らによってプラハ大学、ウィーン大学、ハイデルベルク大学が相次いで創設された。
中世の西ヨーロッパにおいて、大学は、神学部（キリスト教聖職者の養成）、法学部（法律家の養成）、医学部（医師の養成）の3つの上級学部と自由学芸学部との4学部からなり、専門職を養成することが大きな役割であった。12世紀から13世紀の間の社会の専門職化の増大に伴って、同様の要求が職業的聖職者に対しても増大した。12世紀以前には、ヨーロッパの知的生活は修道院に託されていた。修道院は、もっぱら典礼と祈りの研究に関わっており、少数の修道院が本当の知識人を誇ることができた。教会法と秘蹟の研究についてのグレゴリウス改革の重点化に従って、司教は、教会法に基づいて聖職者を養成するための、さらに説教と神学的議論で使うための論理学や論争、より効果的に財務を管理するための会計学をふくむ教会運営のより世俗的側面においても聖職者を養成するための司教座聖堂学校を組織した。西方ラテン教会圏で中世末までに生まれた多くの大学は、カトリック教会の後援により、教皇や世俗君主の主導で設立された。これらの大学は、ボローニャ大学やパリ大学が「自生的大学」であるのに対して、「創られた大学」と呼ばれる。
学習は、教会のヒエラルキー内での昇進に不可欠になり、同じように教師は名声を集めた。しかしながら、需要はすぐに、本質的に一人の教師によって運営されていた司教座聖堂学校の容量を越えた。なお、そのうえ、司教座聖堂学校の学生とより小さい町の市民との間で緊張が高まり、司教座聖堂学校はパリやボローニャのような大都市へ移転した。
13世紀に、教会における最高位の職務の約半数が修士学位所持者によって占められ（大修道院長、大司教、枢機卿）、次に高位の職務の三分の一以上が修士によって占められていた。加えて、中世最盛期の何人かの偉大な神学者、トマス・アクィナス、ロバート・グロステストは、中世の大学の出身者であり、スコラ学はその産物といえる。中世の大学の発展は、ビザンツやユダヤの学者からのアリストテレスの広くいきわたった再導入や、アリストテレス主義の思想を支持してのプラトン主義や新プラトン主義の人気の衰えと符合する。
中世の大学は、キャンパスを持たなかった。授業は教会や家のように場所が使える所ならどこでも行われ、大学は物理的な場所ではなく、学生のギルドと教師のギルドが1つにまとまった組合団体として互いに結び付けられた諸個人の集まりだった。この呼称で知られる高等教育機関としての大学は、まさに中世ヨーロッパの産物であり、それ以外の世界各地にあったという古代の教育機関とは直接的な関係はない。
大学は一般に、教師に給料を支払う者に依存する2つのタイプに従って構成されていた。最初にできたタイプはボローニャにおけるもので、学生が教師を雇い給料を支払う。第二のタイプはパリにおけるもので、教師は教会から給料を支払われる。この構造的な違いは他の特徴を作り出した。ボローニャ大学においては学生が全てを運営した。事実しばしば教師は大変な重圧と不利益のもとに置かれた。パリでは教師が学校を運営した。したがって、パリではヨーロッパ中からの教師にとって第一の場所になった。パリでは、教会が給料を払っていたので、主題的な事柄は神学だった。ボローニャでは、生徒はより世俗的な研究を選び、主な主題は法学だった。
大学の研究は学士号のために6年かかり、修士号や博士号のためにはさらに12年に及んだ。最初の6年は、リベラル・アーツ（=自由七科）（算術、幾何、天文、楽理、文法、論理、修辞）を研究する学芸学部 (faculty of the arts) に学んだ。当時ポピュラーな教授法だったスコラ学との緊密な結びつきがあるために、最も重視されたのは論理学だった。
ひとたび学士 (Bachelor of Arts) を取得すると、学生は修士や博士となるべく三つの学部―法学部、医学部、神学部―から1つを選ぶ。神学は学問のうち最も名望のある領域で、かつ最も難しい領域だった。
課程は主題やテーマによってではなく書物に従って設けられる。例えば、ある課程はアリストテレスの書物あるいは聖書からの書物に基づいてあるかもしれない。課程は選択ではなく、課程の設置は固定され、全員が同じ課程をとらなければならなかった。しかし、どの教師が使用するかにしたがって臨時の選択があった。
学生は大学に14、5歳の時に入った。授業は、午前5時か6時の開始が普通であった。
学生は保護を与えられた。学生に特権を与えたのは、皇帝フリードリヒ・バルバロッサの勅令ハビタによってである。だれも学生に肉体的な危害を与えることを許されず、学生は教会裁判所において犯罪のために審問されるのみであり、従っていかなる身体刑からも免れていた。このことは学生に都市環境においてとがめなく世俗法を犯す自由を与えた。実際、多くの乱用がなされ、盗み、強姦、殺人は、聖職者でありながらもゆゆしい結果を直視しない学生の間では珍しくはなかった。このことは世俗的権威とともに不安な緊張へと導いた。学生は時々都市を去り何年も戻らないことによって「ストライキ」した。これは、（学生によって始められた）暴動が多数の学生を死に至らしめた後、1229年のパリ大学でストライキにおいて起こった。学生はストライキしつづけ、二年間戻らなかった。学生は法律上も準聖職者として扱われ、女性が大学に入学することは許可されなかった。12-13世紀には、大学から大学へ渡り歩いたり、ドロップアウトして浪々の身となった学生が方々で見られた。かれらは教会の定職を得られない放蕩無頼の聖職者で、ゴリアールまたは遍歴学生 (clerici vaganti) と呼ばれる。
大学の研究のためのポピュラーな教科書は、ペトルス・ロンバルドゥスの『命題集』と言われる。神学生や修士はカリキュラムの一部としてこの教科書について広範な注釈を書くことを要求された。哲学と神学における中世思想の多くは、スコラ的な文献注釈に見出される。なぜならスコラ学は非常にポピュラーな教育法だったからである。
ヨーロッパにおける国際的な卓越性をもつどの大学も神聖ローマ帝国によって「ストゥディウム・ゲネラーレ」（Studium Generale）として登録された。この施設の構成員は、異なったストゥディウム・ゲネラーレにおける講義課程をしばしば与えるので、ヨーロッパ中にかれらの知識を広めるよう奨励された。

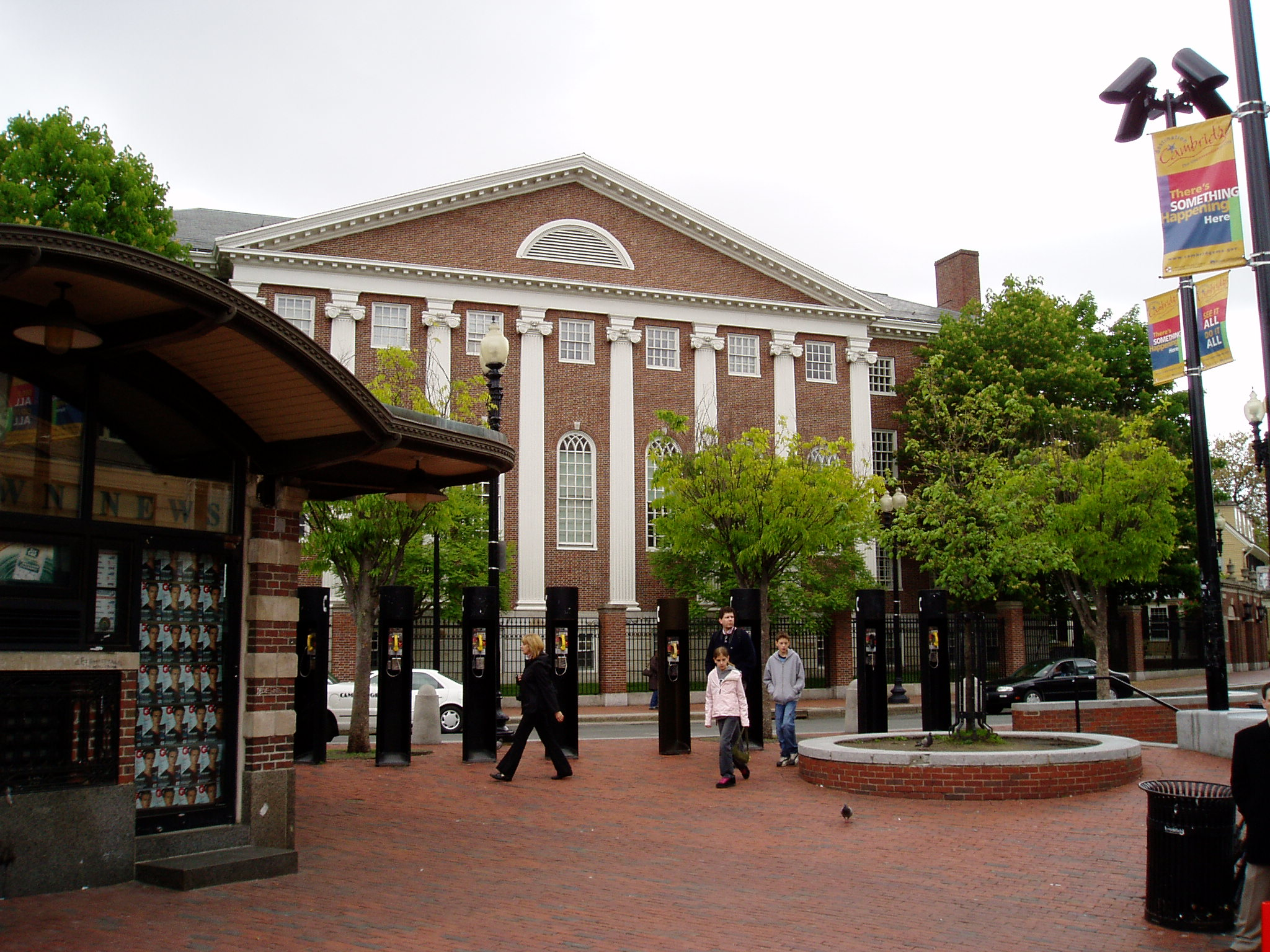
ハーバード大学

## 近代の大学

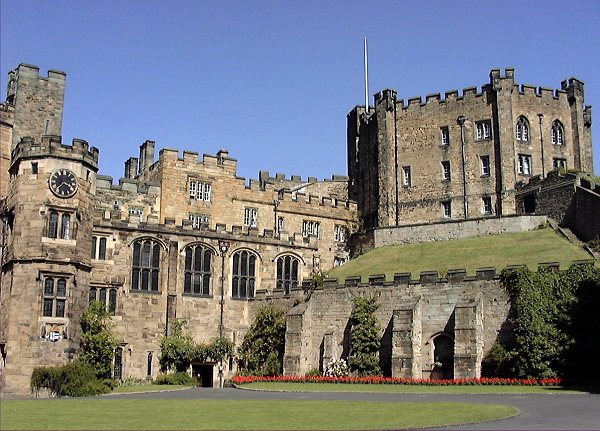
ダラム大学

米国では1636年にハーバード大学（最初はHarvard Collegeとして）が誕生する。
イギリスでは、英国国教会の主導の下、中世のギルド的な大学の伝統に従った貴族による教育が大学で行なわれており、研究は民間のアカデミーで進められ、発表されていた。
フランスでは、1806年に、ナポレオン・ボナパルトによって、かつての地方大学が専門学校へと引き下げられ、新設された帝国大学（L'Université impériale）が指導監督し、国家が国民の教育にあたるというモデルが採用され、研究はやはりアカデミーで進められるものであった。
特に重要なのは、言語学者でプロイセンの政治家としても有名だったヴィルヘルム・フォン・フンボルトがその骨格をつくったベルリン大学である。ベルリン大学は、国家からの「学問の自由」の標語の下に、研究者と学生が自主的な研究に基づき、真理と知識の獲得を目的として、法学、神学、医学といった伝統的な学問領域を軸として、哲学がこれら3つの学問のみならず、自然科学を含めたすべて学問の理論的な研究を指導するというモデルを採用した。ベルリン大学は、研究と教育の一体化を図るとの革命的な発想の転換により各国の大学のモデルとなり、その産業形成を支えた。19世紀に至ると、歴史学、社会学、教育学、民俗学など新たな学問分野が生じ、数学、物理学、化学など既存の学問分野も急速な発展を遂げただけでなく、哲学から心理学、哲学史が分離するなどして今日の大学の基本的な諸分野が、ほぼその骨格を現すことになった。
イギリス・アメリカでは大学院教育が重視されるようになる。ジョンズ・ホプキンス大学はその代表的な大学である。
20世紀になってからは、欧米以外の世界の各国でも多くの大学が誕生してくるようになる。
ヨーロッパでは、人文科学・社会科学・自然科学でも理論的な学問研究が、大学の主要学部とみなされた。また、経営学や音楽、美術、工学などでの単科大学はやや差別的な位置づけをされていたが、徐々に大学の構成学部として認知されるようになってきた。
21世紀に入ると、情報科学、社会福祉、都市開発などで従来にはなかったような新しいコンセプトの学部も、世界各国のそれぞれの国内事情に対応して誕生するようになってきた。